# Xyris kundelungensis
Xyris kundelungensis là một loài thực vật hạt kín trong họ Hoàng đầu. Loài này được Brylska miêu tả khoa học đầu tiên năm 1988.